# نهر كييفكا
نهر كييفكا (بالروسية: Киевка) هو نهر في فيدرالية بريمورسكي كراي في روسيا.
يبلغ طوله 105 كم مع مستجمع مائي بمساحة 3120 كم2. ينبع نهر كييفكا من جنوب سيخوتة-آلين ويتدفق إلى خليج كييفكا في بحر اليابان. من الروافد الرئيسية لنهر كييفكا هم الأنهار: كريفايا (71 كم)، لازوفكا (54 كم)، بينيفكا (37 كم). يوجد للنهر أكثر من 20 شلال، وأعلاهم ارتفاعاً 20 متر وهو شلال "Star of Primorye" ضمن شلالات «بينيف كاسكيد».
تمت تسميه النهر نسبة إلى مدينة كييف، وذلك من قبل مستوطنون من أوكرانيا.